# 1543 Bourgeois
1543 Bourgeois је астероид главног астероидног појаса чија средња удаљеност од Сунца износи 2,629 астрономских јединица (АЈ).
Апсолутна магнитуда астероида је 12,1.